# Hertha Jung
Hertha Jung (* am 6. Mai 1921 in Gries bei Bozen; † 15. Juni 2009 in Berlin) war eine deutsche Politikerin der Blockpartei DDR-CDU. Sie war von 1958 bis 1990 Abgeordnete der Volkskammer der DDR und Funktionärin des Demokratischen Frauenbundes Deutschlands (DFD).

## Leben
Hertha Jung wurde als Tochter eines Angestellten in Gries geboren. Sie besuchte die Volks- und Mittelschule und abschließend eine Handelsschule. Ihre Familie siedelte 1927 nach Berlin über. Hier arbeitete sie von 1938 bis 1945 bei dem Patentanwalt Egon Prinz als Korrespondentin. Kurz vor Ende des Zweiten Weltkriegs heiratete sie und brachte einige Monate nach dem Krieg eine Tochter zur Welt.
Von 1945 bis 1949 lebte sie als Hausfrau in Berlin. Im Jahr 1949 wurde sie Sekretärin und bald darauf Chefsekretärin in der damaligen Deutschen Wirtschaftskommission (DWK) und trat dem Demokratischen Frauenbund bei. Von 1949 bis 1952 war sie Chefsekretärin des Staatssekretärs im Ministerium für Verkehrswesen Wilhelm Bachem. 1950 wurde sie Mitglied der CDU in Berlin. Als weitere Ausbildung besuchte sie 1950 bis 1952 die Betriebsvolkshochschule der Ministerien in Berlin sowie 1951 einen Lehrgang für innerbetriebliche Schulung in Kleinmachnow. Von 1953 bis 1955 war sie als Referentin und stellvertretende Vorsitzende der Betriebsgruppe der Gesellschaft für Deutsch-Sowjetische Freundschaft im Ministerium für Volksbildung tätig. 1954 bis 1957 absolvierte sie ein Fernstudium für Erzieher in Heimen und Horten, dass sie mit einem Staatsexamen abschloss. Von 1954 bis 1958 war sie Mitglied des Kreisvorstandes des DFD in Berlin-Köpenick. Den DFD vertrat sie seit 1954 in der Stadtverordnetenversammlung von Berlin. Von 1955 bis 1958 war sie persönliche Referentin des Präsidenten der Länderkammer August Bach. Von 1956 bis 1958 war sie Mitglied des Kreisvorstandes der CDU in Berlin-Köpenick und ab 1956 Mitglied des Sekretariats des Bezirksvorstandes Berlin der CDU. Dem Hauptvorstand der CDU gehörte sie von 1956 bis 1989 an.
Von April 1958 bis Mai 1964 war sie stellvertretende Vorsitzende des Bezirksverbandes des DFD Berlin. Von 1960 bis 1990 war sie Mitglied des Präsidiums und von Juni 1964 bis März 1982 Sekretärin des DFD-Bundesvorstandes. Von November 1979 bis 1990 fungierte sie als stellvertretende Vorsitzende des DFD.
Der Volkskammer gehörte sie als Abgeordnete des DFD von der 3. bis zur 9. Periode an. Vom 1. Januar 1960 bis 1964 war sie Sekretärin der Interparlamentarischen Gruppe der DDR.
Sie war Mitglied des Freien Deutschen Gewerkschaftsbundes. Ab 1963 war sie stellvertretendes Mitglied des Rates der Internationalen Demokratischen Frauenföderation. Von 1970 bis 1990 war sie Vizepräsidentin der Liga für die Vereinten Nationen.

## Auszeichnungen in der DDR
- 1957 Ehrennadel der Nationalen Front
- 1958 Medaille für ausgezeichnete Leistungen
- 1959 Clara-Zetkin-Medaille
- 1959 Verdienstmedaille der DDR
- 1962 Ehrennadel des DFD in Gold
- 1962 Vaterländischer Verdienstorden in Bronze, 1975 in Silber und 1981 in Gold
- 1985 Ehrennadel der Gesellschaft für Deutsch-Sowjetische Freundschaft in Gold
- 1986 Ehrenspange zum Vaterländischen Verdienstorden in Gold